# Olivier Brunel
Olivier Brunel (asi 1552? Lovaň - 1585 ústí Pečory) byl vlámský objevitel, cestovatel a obchodník z Lovaně. Byl průkopníkem nizozemského obchodu s Ruským carstvím, který se pokoušel najít cestu přes Sibiř do Číny.

## Severní cesta do 16. století
Obchod západní Evropy s Ruskem byl až do poloviny 16. století řízen ruskými hanzovními městy Narva, Riga, Reval a Novgorod. Tento nevýhodný systém se jako první pokusili obejít Angličané, když při plavbě z Anglie do Číny dopluli do Cholmogory a navázali obchodní vztahy s Ruskem. Jedním z nejvýznamnějších anglických mořeplavců byl Richard Chancellor, který založil monopol Moskevské společnosti. Brzy se v jeho stopách vydali i nizozemští cestovatelé, kteří vypluli hledat nové kontakty východně od Severního mysu. Prvními z Holanďanů byli Philips Winterkoning a Olivier Brunel.

## Životopis

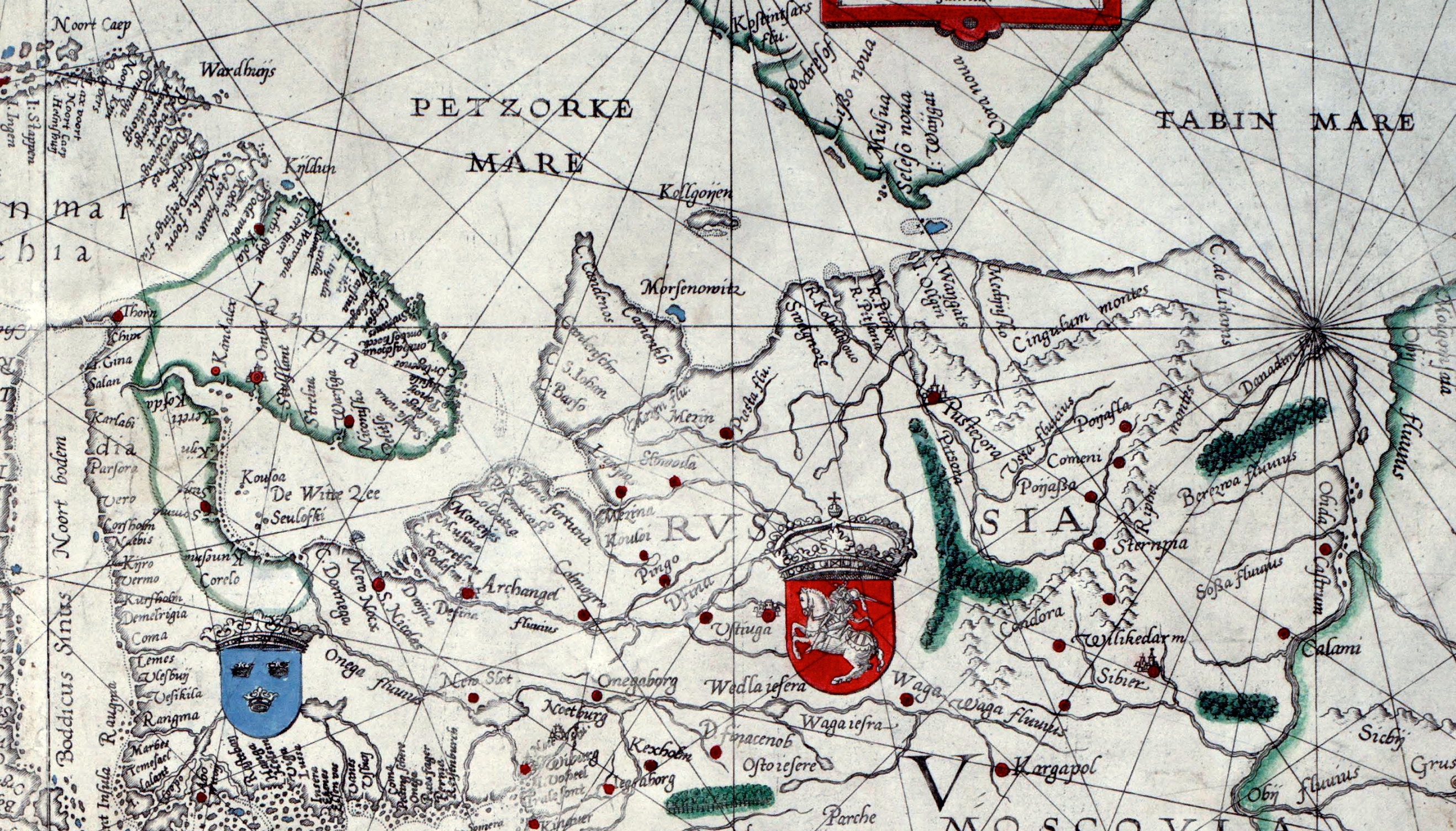
Oblast procestovaná Brunelem. Nalevo v Lapponsku je vesnička Kola. Pod ní je Bílé moře s Cholmogory na Dvině (Defina Fluvius). Zcela vpravo Ob (Obij Fluvius), kam se chtěl dostal po zemi. Uprostřed mezi pevninami, je St Waygats, který pravděpodobně během své poslední cesty v letech 1584/85 nemohl projít. (Detail z mapy Lucase Janszoona Waghenaera z roku 1589.)

V 16 letech se Olivier Brunel plavil do pomorské osady Kola, aby se naučil ruský jazyk. Poté plul na ruské lodi z Koly do Cholmogory. Usadil se u ústí severní Dviny, kde už Angličané měli obchodní stanici, ale také měli na obchod s Ruskem monopol, proto Brunela obvinili ze špionáže a zařídili u Rusů jeho zatčení. Brunel poté strávil několik let v moskevském vězení, odkud ho v roce 1570 vyplatil významný ruský obchodník a průmyslník Jakov Anikejevič Stroganov. Za vykoupení z vězení vstoupil do jeho služeb a zúčastnil se několika obchodních cest po severu Ruska. Po souši se dostal přes území Samojedů až k ústí řeky Ob, a při své cestě do Persie snad i do Kazaně a Astrachaně.
V roce 1576 se dvěma Rusy, Jeremijem a Ivanem Gavrilovičem odešel podnikat do Dordrechtu. Ale již v roce 1577 plul zpět do osady Kola ve službách Jana van de Walle, obchodníka z Antverp. V roce 1579 byl zpátky v Antverpách a ještě téhož roku vyplul ve službách Jacquese van de Walle, bratra Jana zpět do Ruska. V Rusku zůstal pravděpodobně až do roku 1581.
V roce 1581 přesvědčil Stroganovy, aby financovali jeho expedici do Číny. Kvůli této výpravě se vrátil do Antverp, kde najímal zkušené holandské mořeplavce. Když se v Antverpách setkal s jedním z nejbohatších obchodníků, Baltazarem de Moucheronem, tak změnil své plány. Baltazar de Moucheron se zajímal o obchod s Ruskem s tak se rozhodl cestu do Číny najít ve jménu nizozemského konsorcia obchodníků a nikoliv ve jménu ruské rodiny Stroganovů. Mapy, které získal od Stroganovovů prodal holandským obchodníkům, ale než de Moucheron rozhodl pro výpravu do Číny, změnil Brunel znovu své plány a vstoupil do služeb dánského krále Frederika II., který ho pověřil znovuobjevením Grónska, kde ještě ve 13. století byla vikingská kolonie, ale do 80. let 16. století se informace o Grónsku nedochovaly. Plavil se tedy na sever, ale do Grónska se mu nepodařilo doplout a tak se vrátil do služeb Baltazara de Moucherona. S jeho lodí Den Draeck vyplul 13. března 1584 do Ruska, aby dál hledal cestu do Číny. Prozkoumal jižní pobřeží Nové země, proplul Vajgačským průlivem a zkoumal nedaleké ruské pobřeží. Silné ledové kry mu ale bránily plout dále na východ a není známo jak daleko na východ se Vajgačským průlivem dostal.
Když se mu nepodařilo dostat více na východ, plavil se podél ruského pobřeží zpět na západ, kde chtěl počkat na arktické léto a pak znovu pokračovat do Číny. V ústí řeky Pečory ale v roce 1585 ztroskotal a utopil se.
Brunelova expedice byla začátkem nizozemských snad o nalezení severovýchodní cesty. O deset let později ho následoval Willem Barents.